# Bahnhof Ahrensfelde
Der Bahnhof Ahrensfelde ist ein Regional- und S-Bahnhof in Marzahn-Nord, dem nördlichen Teil des Berliner Ortsteils Marzahn im Bezirk Marzahn-Hellersdorf. Er befindet sich unmittelbar an der Grenze zur gleichnamigen brandenburgischen Gemeinde Ahrensfelde.

## Lage und Aufbau

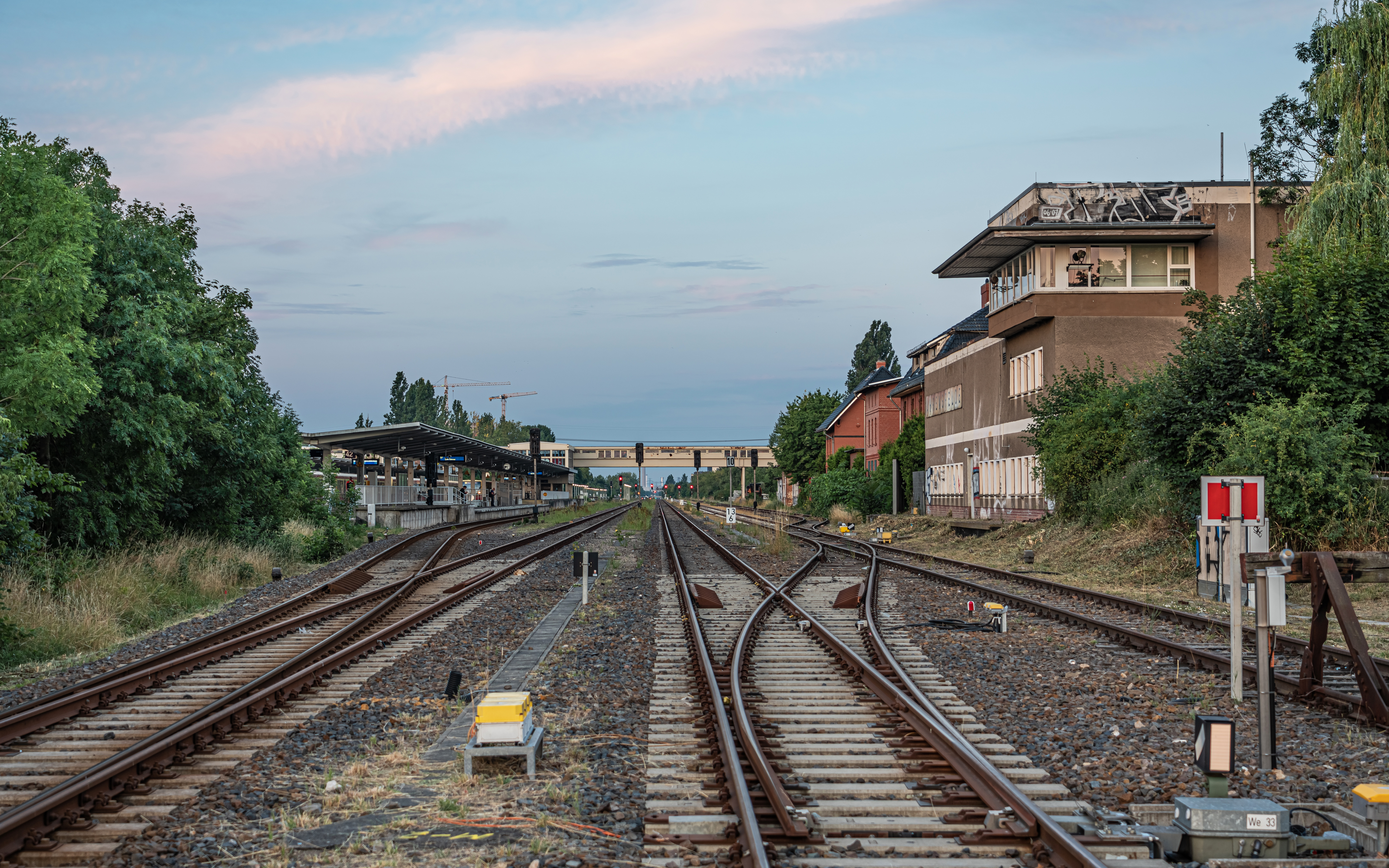
Blick vom Bahnübergang Ahrensfelder Chaussee in den Bahnhof, 2022

Entgegen der Bezeichnung befand sich der Bahnhof nie auf Ahrensfelder Gebiet. Anfangs gehörte das Bahnhofsgelände zum Gutsbezirk Falkenberg, welcher mit dem Groß-Berlin-Gesetz ab 1920 Ortsteil des Bezirks Weißensee wurde. 1979 wurde mit der Neubildung des Stadtbezirks Marzahn die Grenze verschoben, 2001 ging schließlich Marzahn im Bezirk Marzahn-Hellersdorf auf.
Die Station setzt sich betrieblich aus zwei eigenständigen Bahnhöfen zusammen. Der Bahnhof Ahrensfelde (im Folgenden Fernbahnhof genannt) dient dem Regionalverkehr, der Bahnhof Ahrensfelde (S-Bahn) (im Folgenden S-Bahnhof genannt) ist der östlich benachbarte Bahnhof der Berliner S-Bahn. Die Betriebsstellen befinden sich an der Wriezener Bahn, die vor Ort drei Strecken gemäß dem Verzeichnis örtlich zulässiger Geschwindigkeiten (VzG) umfasst. Es sind dies die VzG-Strecken 6072 (Berlin-Lichtenberg – Ahrensfelde) und 6528 (Ahrensfelde – Wriezen) an der Fernbahn und die VzG-Strecke 6011 (Berlin-Friedrichsfelde Ost – Ahrensfelde S-Bahn) an der S-Bahn. Im Betriebsstellenverzeichnis wird der Bahnhof als BAHR für den Fernbahnteil und BAF für den S-Bahn-Teil geführt. Der Bahnhof hat drei Bahnsteigkanten, einen Seitenbahnsteig für die S-Bahn (Gleis 161) sowie einen gemeinsamen Mittelbahnsteig für Regional- und S-Bahn (Gleise 162 und 44).
Der Fernbahnhof wird durch die Einfahrsignale 61 (km 12,647) aus Richtung Berlin-Lichtenberg und 90 (km 13,990) aus Richtung Wriezen begrenzt. Der Bahnhof verfügt über fünf Hauptgleise, von denen Gleis 26 das durchgehende Hauptgleis ist. Alle Hauptgleise sind mit Ausfahrsignalen in beiden Fahrtrichtungen ausgestattet. Gleis 24, an dem sich der Bahnsteig befindet, ist durch die Zwischensignale 75 und 76 vor Weiche 14 nochmals unterteilt. Zwei weitere Nebengleise (Gleise 29 und 30) sind nicht mehr vorhanden. Der S-Bahnhof wird durch die Einfahrsignale 1039 (Regelgleis; km 13,561) und 1037 (Gegengleis; km 13,482) begrenzt. Die durchgehenden Hauptgleise zu den Bahnsteigen sind die Gleise 161 und 162, an ihnen befinden sich die Ausfahrsignale 1042 und 1044. Über ein Gleistrapez ist ein Wechsel zwischen beiden Gleisen möglich. Das Abstellgleis 23 befindet sich in Ausfahrrichtung westlich der durchgehenden Hauptgleise. Über die Weichenverbindung 13–14 können Fahrzeuge zwischen beiden Bahnhöfen umgesetzt werden.
Das Empfangsgebäude aus dem Eröffnungsjahr 1898 befindet sich an einem Seitenast der Ahrensfelder Chaussee westlich der Gleise. Das Ensemble aus Empfangsgebäude und diversen Nebengebäuden aus der Zeit steht unter Denkmalschutz. Das Empfangsgebäude von 1982 steht nördlich der S-Bahngleise. Im nördlichen Ausfahrabschnitt befindet sich ein Bahnübergang, in dem die Ahrensfelder Chaussee die Fernbahnstrecke kreuzt.
Die Bedienung und Überwachung der signaltechnischen Einrichtungen erfolgt vom Stellwerk Ahr aus. Bei dem um 1982 in Betrieb genommenen Bau handelt es sich um ein Relaisstellwerk der Bauart GS II 64b. Es ersetzte ein älteres mechanisches Stellwerk aus dem Eröffnungszeitraum.

## Geschichte

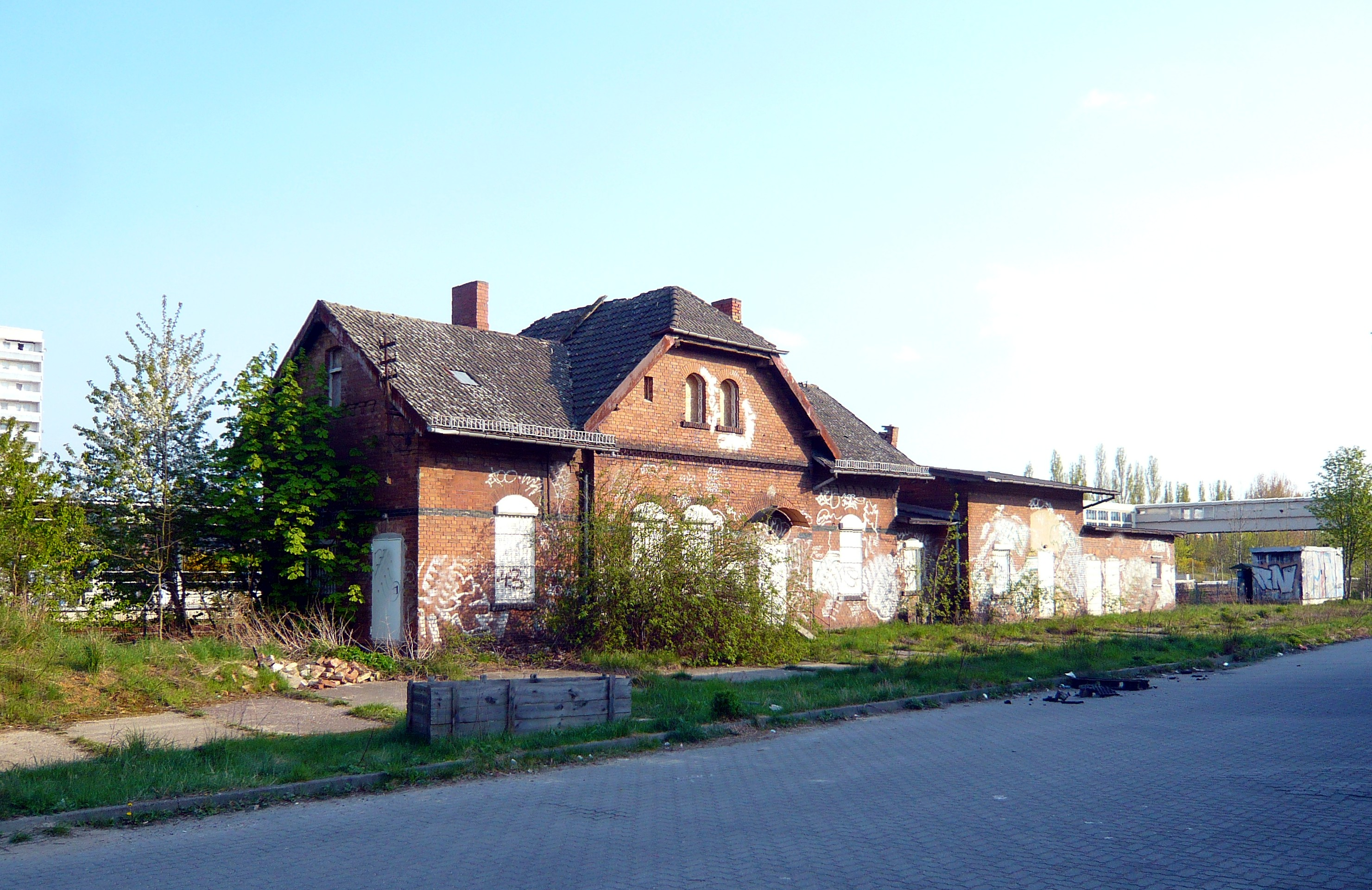
Ehemaliges Empfangsgebäude, 2011

Mit der Eröffnung der Teilstrecke von Lichtenberg-Friedrichsfelde nach Werneuchen am 1. Mai 1898 ging die Haltestelle Ahrensfelde in Betrieb. Eine Abfertigung von Fahrzeugen fand allerdings nicht statt. Sie verfügte zu Beginn über zwei Hauptgleise mit aufgeschütteten Bahnsteigen. 1905 kamen ein Güterschuppen, ein beidseitig angeschlossenes Freiladegleis und eine Laderampe für Kopf- und Seitenbeladung hinzu. Das Empfangsgebäude umfasste einen Dienstraum, zwei Wartesäle, Aborte und Geräteschuppen. Eine Ausstattung mit Ein- und Ausfahrsignalen erfolgte zu einem späteren Zeitpunkt.
Die Umgestaltungen der Eisenbahnanlagen im Raum Berlin im Zuge der „Germania“-Planungen sahen die Elektrifizierung der Wriezener Bahn bis Werneuchen bis zum Jahr 1950 vor. Ab Berlin-Marzahn sollten S-Bahnen und die übrigen Züge die zweigleisige Strecke im Gemeinschaftsverkehr befahren. Für den Bahnhof Ahrensfelde waren die Errichtung eines Mittelbahnsteigs für den Personenverkehr und die Anlage eines kleinen Güterbahnhofs an der südlichen Einfahrt vorgesehen. Ab dem 15. Mai 1938 galt auf der Strecke der Berliner Vororttarif, die Umsetzung der Bauvorhaben unterblieb hingegen.
Während des Zweiten Weltkriegs blieb die Strecke lange Zeit von den Kampfhandlungen verschont. Der Eisenbahnverkehr konnte vermutlich bis Mitte April 1945 aufrechterhalten werden. Beim Rückzug der deutschen Truppen aus Wriezen wurde der Oberbau auf mehreren Abschnitten, unter anderem zwischen der Autobahnbrücke bei Blumberg und Ahrensfelde, mittels Schienenwolf zerstört. Die ersten Züge zwischen Berlin-Lichtenberg, Ahrensfelde und Werneuchen fuhren ab dem 25. November 1945.
Im Jahr 1967 befand sich der Bahnhof fast noch im Ausbauzustand von 1905. Er verfügte über drei Gleise. Gleis 1 und 2 verfügten über Schüttbahnsteige und hatten eine Nutzlänge von jeweils 520 Metern. Gleis 3 wies eine Nutzlänge von 160 Meter auf, daran angeschlossen waren das Freiladegleis mit 160 Metern Länge und die Laderampe. Über sieben Weichen waren die Gleise miteinander verbunden. Der Bahnhof war zu diesem Zeitpunkt mit Einfahrsignalen und Ausfahrsignalen an den Gleisen 1 und 2 ausgestattet. Außerdem befand sich damals an der Ahrensfelder Chaussee ein Gasthaus.

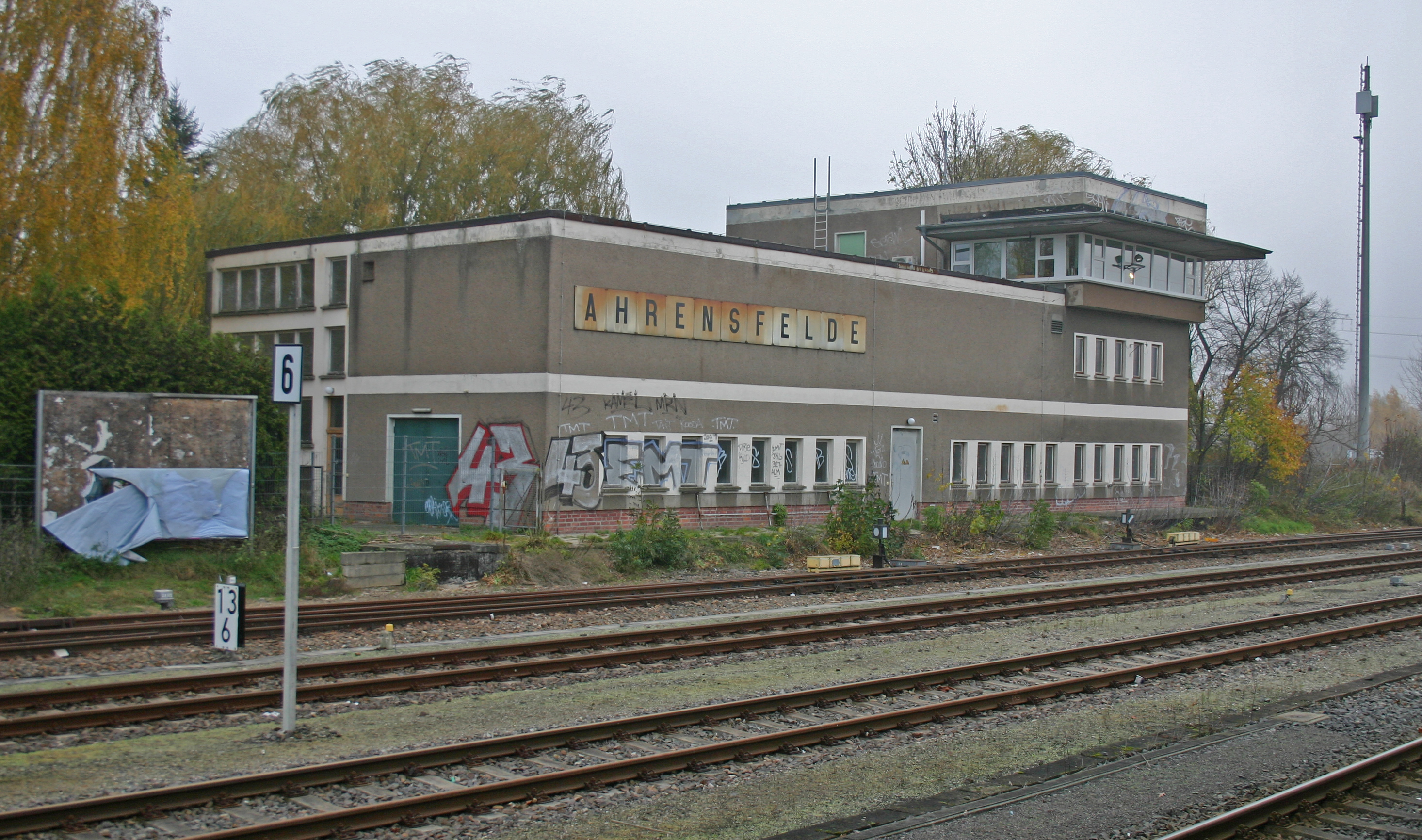
Stellwerk Ahr, 2014

Mit der Errichtung der Neubaugebiete im 1979 gebildeten Stadtbezirk Marzahn wurde vom S-Bahnhof Friedrichsfelde Ost ausgehend die S-Bahn schrittweise bis Ahrensfelde verlängert. Die Züge auf der Wriezener (Fern-)Bahn wurden gleichzeitig zurückgezogen. Ab dem 30. Mai 1982 endete die S-Bahn in Ahrensfelde. Der Bahnhof wurde im Vorfeld umfangreich ausgebaut. Für den S-Bahnverkehr entstanden ein Seitenbahnsteig und ein gemeinsamer Mittelbahnsteig für die Züge nach Werneuchen und Wriezen. Das alte mechanische Stellwerk wich einem Spurplanstellwerk mit Relaistechnik. Am Kopf des Seitenbahnsteigs entstand ein neues Empfangsgebäude. Die ursprünglichen Planungen sahen vor, das Gebäude in Stahlskelettbauweise und Mauerfachwerk zu errichten. Die Fassaden sollten mit Glasbausteinen ausgeschmückt werden. Bei der Lage des Gebäudes wurde eine mögliche Verlängerung der S-Bahn bis zum Haltepunkt Ahrensfelde Nord berücksichtigt. An den südlichen Bahnsteigenden wurde 1987 eine Fußgängerbrücke als zweiter Zugang errichtet.
Seit dem Fahrplanwechsel vom 23. Mai 1993 fuhren die Züge wieder bis Berlin-Lichtenberg durch. Für den barrierefreien Zugang vom Bahnsteig zu den Regionalzügen wurde der Regionalbahnsteig 2009 auf einer Länge von 90 Metern von 96 Zentimeter auf 55 Zentimeter abgesenkt. Für 2024 ist der Bau einer zweiten Bahnsteigkante für den Regionalverkehr vorgesehen.

## Personenverkehr
Der Bahnhof wurde anfangs von fünf täglichen Zugpaaren zwischen Lichtenberg-Friedrichsfelde und Werneuchen bedient. Nach der Verlängerung nach Wriezen wurden die Züge bis dorthin verlängert, teilweise auch darüber hinaus bis Königsberg (Neumark). Ab dem 15. Oktober 1903 begannen und endeten alle Züge am Wriezener Bahnsteig des Schlesischen Bahnhofs in Berlin. Auf der Teilstrecke von Berlin bis Werneuchen beziehungsweise Tiefensee legte die Königliche Eisenbahn-Direction bis 1914 weitere Zugpaare ein, sodass vor dem Ersten Weltkrieg 16 Personenzugpaare in Ahrensfelde hielten.
Das Fahrplanangebot war nach dem Ende des Ersten Weltkriegs wieder annähernd auf Vorkriegsniveau. Im Winterfahrplan 1932/1933 hielten in Ahrensfelde 18 Zugpaare, ein Eilzugpaar passierte den Bahnhof ohne Halt. Mit der Einführung des Vorortverkehrs wurde das Zugangebot zwischen Berlin und Werneuchen annähernd auf einen Stundentakt verdichtet, 22 Zugpaare pendelten zwischen den beiden Städten. An den Wochenenden wurden die Züge teilweise bis Tiefensee verlängert.
Zwischen April 1945 und dem 24. November 1945 ruhte der Zugverkehr gänzlich. Nach der Wiederaufnahme des Betriebs pendelten zunächst vier Zugpaare zwischen Berlin-Lichtenberg und Werneuchen, ein Jahr später waren es sechs Zugpaare. Ab Mai 1947 fuhren die Züge wieder über Berlin-Lichtenberg hinaus zum Wriezener Bahnhof, in der Gegenrichtung verlängerte die Reichsbahn zwei Zugpaare täglich über Werneuchen nach Tiefensee. Ab Dezember 1949 begannen die Berliner Züge wieder im Bahnhof Berlin-Lichtenberg. Bis 1951 stieg das Angebot auf zwölf Zugpaare zwischen Berlin und Werneuchen an, von denen vier Zugpaare bis Wriezen fuhren. Ab 1956 verkehrten zwei weitere Züge über Werneuchen hinaus nach Wriezen.

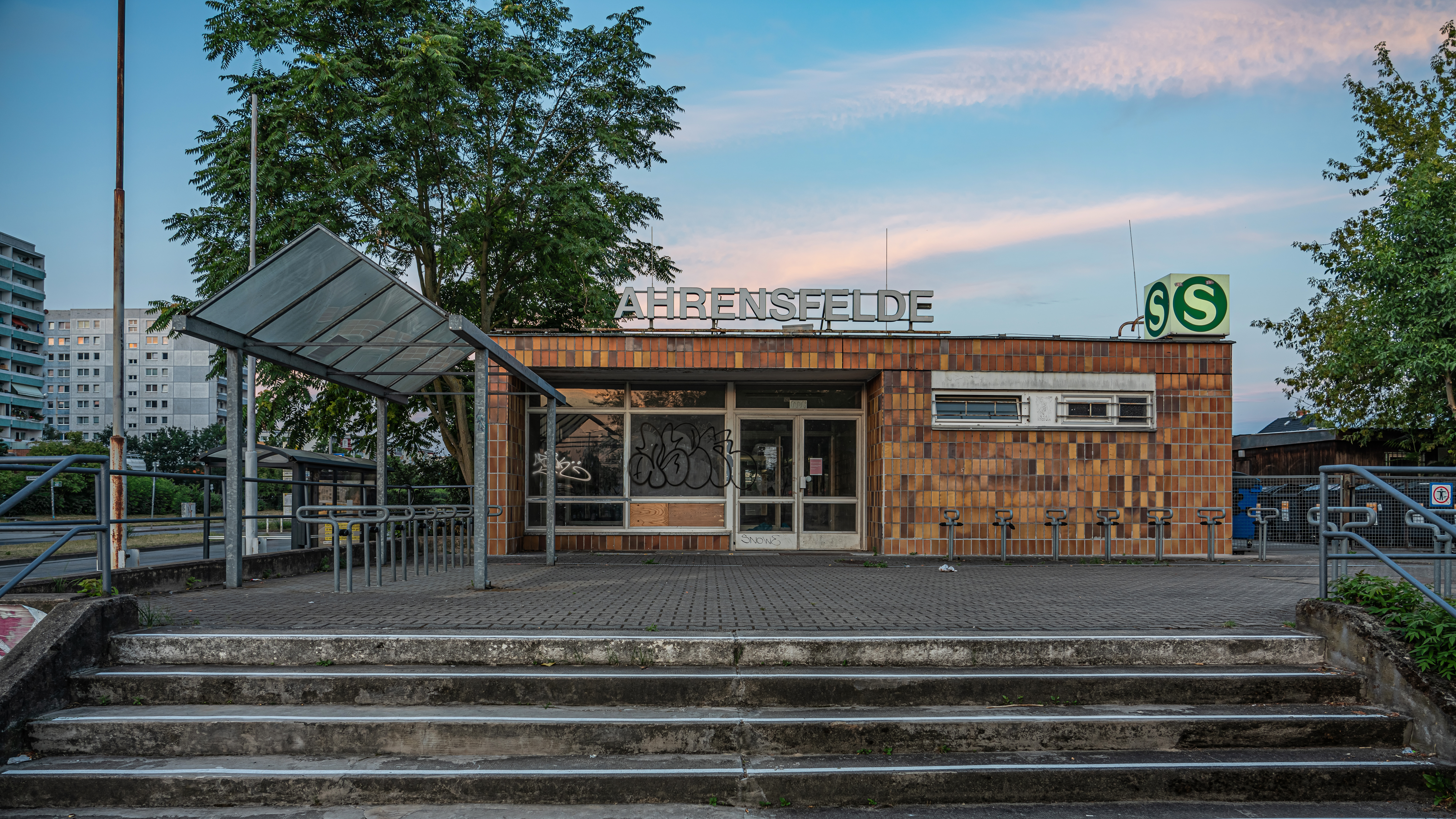
Ehemaliges Eingangsgebäude der S-Bahn aus den 1970er Jahren

Mit dem Ausbau des Biesdorfer Kreuzes zog die Reichsbahn die Züge in Richtung Berlin-Lichtenberg ab 1974 vorübergehend bis Berlin-Marzahn zurück, ab dem 25. September 1976 endeten die Züge der Wriezener Bahn gänzlich dort. Das Teilstück übernahm ab dem 30. Dezember 1976 die Berliner S-Bahn. Seit der Inbetriebnahme der S-Bahn nach Ahrensfelde am 30. Dezember 1982 endeten die Werneuchener Züge in Ahrensfelde. Den anschließenden Abschnitt über Berlin-Marzahn nach Berlin-Lichtenberg nutzten in der Folgezeit nur einzelne Leerreisezüge sowie der Güterverkehr.
Mit dem Sommerfahrplan 1992 führte die Deutsche Reichsbahn auf der Strecke den Stundentakt zwischen Ahrensfelde und Werneuchen ein. Sechs Zugpaare verkehrten über Werneuchen aus zweistündlich nach Wriezen. Um die Auslastung der Wriezener Bahn zu erhöhen, weiteten die Reichsbahn und ab 1994 die Deutsche Bahn das Angebot weiter aus. Seit Mai 1993 endeten ein Teil, seit Mai 1994 sämtliche Züge wieder in Berlin-Lichtenberg. In der Gegenrichtung bestanden zwischenzeitlich Direktverbindungen über Wriezen nach Bad Freienwalde (Oder) und Angermünde. Mit dem Sommerfahrplan vom Mai 1997 unterbrach die Deutsche Bahn die Direktverbindungen nach Wriezen. Seit Mai 1998 ist der Abschnitt von Tiefensee nach Wriezen unterbrochen.
Im Dezember 2004 übernahm nach gewonnener Ausschreibung die Ostdeutsche Eisenbahn (ODEG) den Betrieb auf der Linie von der DB Regio. Seit dem 9. Dezember 2006 enden sämtliche Regionalzüge in Werneuchen. Zum 14. Dezember 2014 übernahm die Niederbarnimer Eisenbahn die Betriebsführung von der ODEG. Zum Fahrplanwechsel 2024/25 soll die Linie auf einen Halbstundentakt verdichtet werden.
Neben der besagten Linie RB25 wird der Bahnhof von der Linie S7 der S-Bahn Berlin bedient. Es bestehen Umsteigemöglichkeiten zu den Buslinien der Berliner Verkehrsbetriebe und der Barnimer Busgesellschaft.
|                          | Linie | Verlauf | Takt   |
| ------------------------ | --- | --- | ------ |
|                          | RB 25 | Berlin Ostkreuz – Berlin-Lichtenberg – Ahrensfelde – Ahrensfelde Friedhof – Ahrensfelde Nord – Blumberg-Rehhahn – Blumberg (b Berlin) – Seefeld (Mark) – Werneuchen | 60 min |
|                          | | |        |
|                          | Potsdam Hauptbahnhof – Babelsberg – Griebnitzsee – Wannsee – Nikolassee – Grunewald – Westkreuz – Charlottenburg – Savignyplatz – Zoologischer Garten – Tiergarten – Bellevue – Hauptbahnhof – Friedrichstraße – Hackescher Markt – Alexanderplatz – Jannowitzbrücke – Ostbahnhof – Warschauer Straße – Ostkreuz – Nöldnerplatz – Lichtenberg – Friedrichsfelde Ost – Springpfuhl – Poelchaustraße – Marzahn – Raoul-Wallenberg-Straße – Mehrower Allee – Ahrensfelde | 10 min |        |
| Stand: 12. Dezember 2021 | | |        |